# کرب‌اپل (تگزاس)
کرب‌اپل (به انگلیسی: Crabapple) یک منطقهٔ مسکونی در ایالات متحده آمریکا است که در شهرستان گیلسپی، تگزاس واقع شده‌است. کرب‌اپل ۵۴۱ متر بالاتر از سطح دریا واقع شده‌است.